# حشره‌خوار دندان‌سفید یوسوری
 حشره‌خوار دندان‌سفید یوسوری (نام علمی: Crocidura lasiura) نام یک گونه از سرده حشره‌خوارهای دندان‌سفید است.